# رفعت عيني للسما (فلم)
رفعت عيني للسما: فيلم مصري تسجيلي، من إخراج أيمن الأمير وندى رياض، استغرق تصويره أربع سنوات، شارك في المسابقة الرسمية لأسبوع النقاد بمهرجان كان في نسختها الـ 77 لعام 2024 وحصل على جائزة العين الذهبية لأفضل فيلم وثائقي في مهرجان كان السينمائي، ليصبح أول فيلم مصري يفوز بهذه الجائزة منذ تأسيس المهرجان.

## القصة
يتناول الفيلم قصة فرقة "بانوراما برشا" للفتيات من قرية برشا في صعيد مصر، حين تتخذ مجموعة من الفتيات قرار بتأسيس فرقة مسرحية لعرض أفكار ومواضيع  مستمدة من الفلكلور الشعبي الصعيدي كالزواج المبكر والعنف الأسري وتعليم الفتيات ،حيث يقومون بعرض المسرحية في شوارع قريتهنّ الصغيرة بهدف تسليط الضوء على تلك القضايا التي تؤرقهن.

## تمثيل
فريق مسرح بانوراما برشا :
- ماجدة مسعود
- هايدي سامح
- مونيكا يوسف
- مارينا سمير
- مريم نصار
- ليديا هارون
- يوستينا سمير ، مؤسسة الفريق

## الجوائز
- جائزة العين الذهبية لأفضل فيلم وثائقي في مهرجان كان السينمائي الدورة 77 لعام 2024.[4][5][6]

## وصلات خارجية
- مقالات تستعمل روابط فنية بلا صلة مع ويكي بيانات